# The Cologne Post

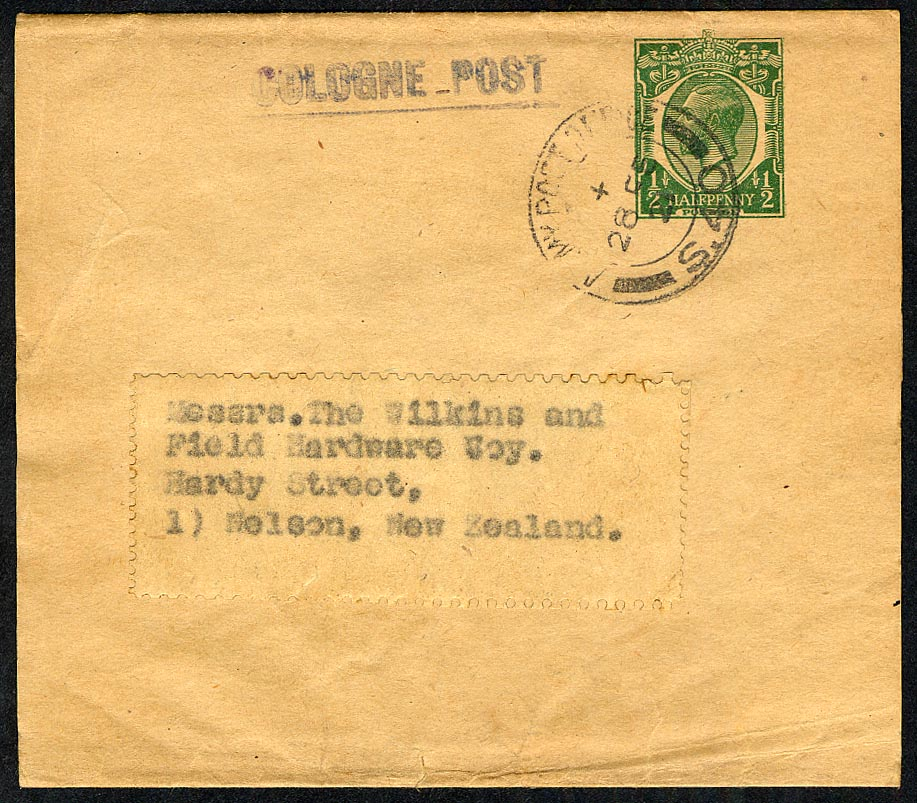
Involucro di giornale del timbro postale del The Cologne Post dall'Ufficio Postale dell'Esercito S40 il 28.05.21

The Cologne Post fu un quotidiano pubblicato per le forze armate britanniche dal 31 marzo 1919 al 17 gennaio 1926. Continuò poi come The Colonia Post and Wiesbaden Times dal 28 gennaio 1926 al 3 Novembre 1929. Ci fu anche un'edizione dell'Alta Slesia, pubblicata dal 17 giugno al 6 agosto 1921 a Oppeln per le forze britanniche nell'Alta Slesia.  Fondatore e caporedattore del The Cologne Post fu William Edward Rolston. Rolston era un capitano in servizio nei Buffs (Royal East Kent Regiment). Il giornale venne stampato a Colonia nella Kölnische Volkszeitung.
Il 1º agosto 1923, in risposta scritta ad una domanda del sottosegretario di Stato per la guerra, il tenente colonnello Guinness dichiarò che "[...] The Cologne Post [...] è un'organizzazione indipendente che non è finanziata dai fondi dell'Esercito".
L'Army Post Office S40 venne fondato a Colonia, in Germania, nel 1919 per fornire un supporto postale alla prima British Army of the Rhine (BAOR, "Armata britannica del Reno") e fu chiuso nel 1929, quando l'armata fu ritirata dalla Germania.